# Parc éolien en mer de Fécamp
Le parc éolien en mer de Fécamp est un parc éolien en mer de 500 mégawatts composé de 71 éoliennes réparties sur 60 km2, à une vingtaine de kilomètres environ au large de Fécamp, en France.

## Localisation
Le parc d'éoliennes est situé en Normandie dans le département de Seine-Maritime, entre 13 et 21 kilomètres au large de la commune de Fécamp pour une surface de 60 km2. La localisation du parc est donnée par arrêté. 

## Historique
Les discussions autour du projet commencent en 2007 avec la constitution d’un comité local de concertation. En 2008, c'est le début des études techniques et environnementales. En 2011, l’État français émet un l'appel d'offres pour la construction du parc.
L’appel d’offres de Fécamp est remporté en 2012 par EDF Renouvelables, Dong Energy et Alstom comme fournisseur exclusif. En 2013 à la suite de la réalisation de l’étude d'impact sur l’environnement et des différentes études techniques, le dépôt des demandes d’autorisations est effectué. En 2015, le projet reçoit un avis favorable de la commission d’enquête publique.
En 2020, le projet du parc commence par la construction de la base de maintenance ainsi que par la fabrication des composants du parc éolien. Par la suite en 2021 et 2022, c'est l'installation en mer des fondations, de la sous-station électrique, des câbles et des éoliennes. Les éoliennes sont montées entre juillet 2023 et mars 2024,. La construction de ces dernières devait s'achever courant 2023 pour une mise en service en avril 2024. Cependant, les travaux d'installation sont ralentis par le passage de la tempête Ciarán en octobre 2023.
Les travaux de raccordement du parc éolien en mer au réseau électrique sont sous la responsabilité de RTE. La mise en service du parc est annoncée le 15 mai 2024.

## Construction
La construction du parc est réalisée par différents acteurs spécialisés :

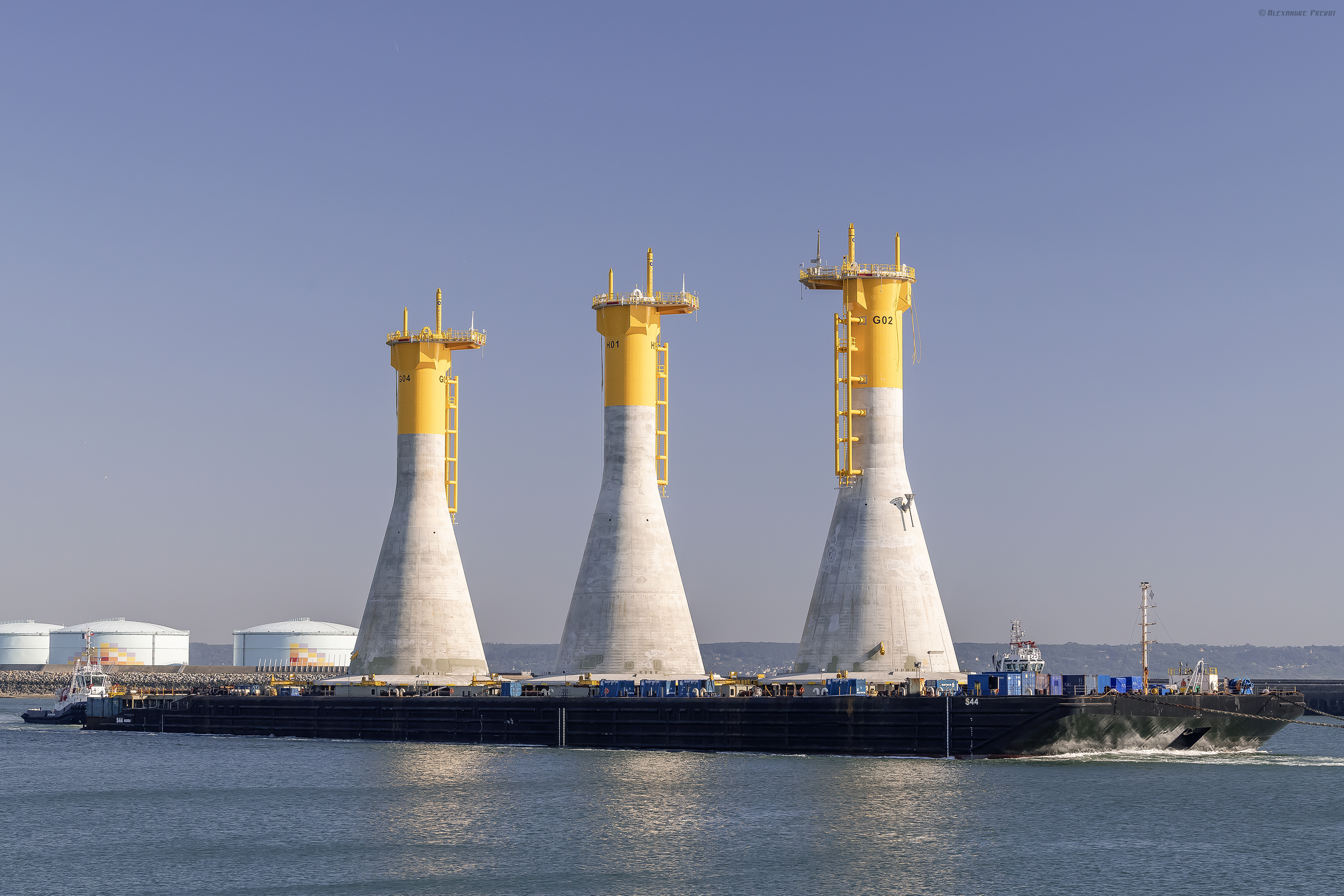
Fondations gravitaires des éolienne du parc éolien en mer de Fécamp : 5 000 t pour un diamètre de 31 m à la base et une hauteur comprise entre 48 et 54 m

- Fondations gravitaires des éolienne du parc éolien en mer de Fécamp : 5 000 t pour un diamètre de 31 m à la base et une hauteur comprise entre 48 et 54 mLes fondations des éoliennes sont fabriquées par Bouygues Travaux Publics, en partenariat avec Saipem et Boskalis[9] à Bougainville au Havre.
- Les éoliennes sont de type Siemens Gamesa[10]. Fabriquée au Havre, elles sont préassemblées à Cherbourg[7].

### Raccordement électrique
Le parc éolien possède une sous-station électrique et est relié au poste électrique de Sainneville par une liaison 225 kV double de 50 km ; d'abord sous-marine sur 18 km jusqu'au point d'atterrage dans le port de Fécamp, puis souterraine sur 32 km.

#### Atterrage
Deux fourreaux de 260 m sont installés en aout 2021 dans une tranchée au fond du chenal et à travers l'estacade jusqu'aux chambres de jonction situées sous la jetée du port de Fécamp, chaussée Édouard Levasseur.

#### Installation des câbles
En septembre 2021, le premier des deux câbles est installé depuis le bateau câblier « Cable enterprise ».
Le câble est d'abord inséré dans les fourreaux positionné dans le chenal et jusqu'aux chambres de jonction pour l'atterrage. Il est ensuite déroulé et ensouillé – enfoui dans le sol marin jusqu'au parc, au large. Le second câble sera installé de manière identique.
En septembre 2022, les travaux commencent pour le raccordement des câbles sous-marins à la sous-station électrique en mer, au cœur du parc éolien.

### Aménagements sur le poste électrique de Sainneville
Afin de raccorder électriquement le parc éolien au réseau électrique français, le poste électrique de Sainneville est aménagé. Les travaux commencent en juin 2020. Le poste électrique est agrandi sur 2,6 hectares.

## Caractéristiques

### Production électrique
Le parc est composé de 71 éoliennes capables de fournir 500 MW soit l’équivalent de la consommation domestique en électricité de 770 000 personnes, ce qui représente 60 % des habitants de Seine-Maritime.

### Technologie
Les fondations sont de types gravitaires, ce qui est une première mondiale à cette échelle. Elles pèsent près 5 000 tonnes chacune pour une hauteur de 50 mètres .

## Impacts
Selon l'ADEME, le projet est réalisé avec la population et les acteurs locaux.